# Stilo (informatica)

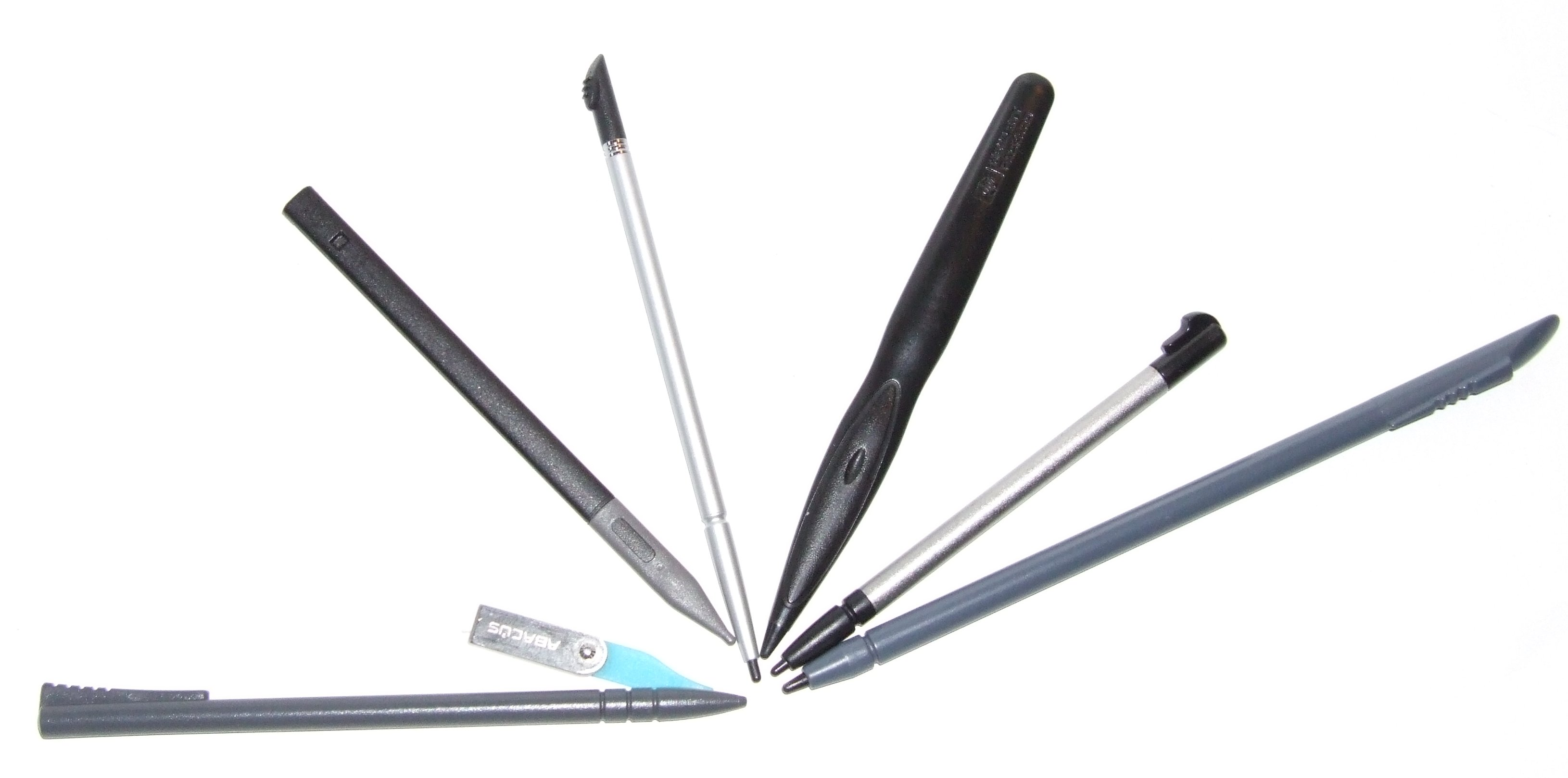
Diversi stili; (da sinistra a destra) PalmPilot Professional, PDA da polso Fossil, Nokia 770, Audiovox XV6600, HP Jornada 520, Sharp Zaurus 5500, Fujitsu Lifebook P-1032

In informatica, uno stilo o penna digitale è un piccolo strumento a forma di penna di cui è possibile rilevare la posizione della punta sul monitor di un computer, smartphone o tablet. Viene utilizzato per disegnare o effettuare selezioni toccando la superficie dello schermo.
Con i dispositivi più recenti dotati di touchscreen, i dispositivi mobili (smartphone e computer palmari), la console di gioco e le tavolette grafiche possono solitamente essere gestiti con la punta di un dito, ma comunque una penna digitale fornisce un input più accurato e controllabile. In sostanza la penna digitale ha la stessa funzione di un dispositivo di puntamento come mouse o touchpad.

## Storia
Il primo utilizzo di uno stilo come dispositivo di interazione in ambito informatico risale al 1643 con la primitiva calcolatrice meccanica Pascalina. Il dispositivo aveva quadranti rotanti che ruotavano in base ai numeri selezionati; con ingranaggi, tamburi e un'ingegneria intelligente, era in grado di eseguire addizioni, sottrazioni, moltiplicazioni e divisioni (utilizzando la costante di 9). Per girare i quadranti veniva utilizzato uno stilo.
Dispositivi successivi di questo tipo includono l'aritmometro, negli anni '60 dell'Ottocento e l'Addiator, nel 1920. L'Addiator nello specifico era una macchina addizionatrice tascabile che utilizzava uno stilo per spostare minuscole fette rigide di lamiera racchiuse in una custodia. Sul lato di una fetta di metallo c'erano dei numeri che diventavano visibili per visualizzare il risultato. Era capace di addizione, sottrazione, moltiplicazione e divisione. Nel 1967 esisteva un modello HEXADAT, che consentiva di applicare la matematica a 4 funzioni ai numeri esadecimali da utilizzare nella programmazione. Il primo utilizzo di uno stilo in un dispositivo informatico elettronico fu lo Stylator, dimostrato da Tom Dimond nel 1957.
Un altro esempio di interazione uomo-computer è l'uso della penna ottica, funzionante con schermi a tubo catodico.

## Tipologie
Diversi tipi di stilo vengono utilizzati per tavolette grafiche oltre che per i touchscreen resistivi e capacitivi . Gli schermi capacitivi sono molto diffusi sugli smartphone e sulle superfici multi-touch, dove viene rilevato l'utilizzo simultaneo di più dita, funzione che una stilo non può replicare.

### Capacitivo
Gli stili capacitivi (chiamati anche passivi) emulano un dito utilizzando una punta in gomma, schiuma conduttiva, o in metallo come il rame. Non necessitano di essere alimentati e possono essere utilizzati su qualsiasi superficie multi-touch che sia già utilizzabile con un dito, in genere schermi capacitivi comuni negli smartphone e nei tablet. Le punte degli stili in gomma o schiuma sono spesso grandi, il che rende piuttosto difficile ottenere appunti o disegni precisi.
Gli stili capacitivi funzionano distorcendo il campo elettrostatico dello schermo. Gli schermi che ricevono input da uno stilo capacitivo (così come dalle dita umane) non possono registrare la pressione applicata dalla penna, l'inclinazione della penna e non è in grado di distinguere tra uno stilo capacitivo, il dito o il palmo della mano a riposo come input: registrerà tutti questi tocchi come segni sullo schermo.
Essendo privi di componenti digitali, gli stili capacitivi possono essere convenienti da produrre. Gli stili capacitivi fai da te possono essere realizzati anche con materiali che si trovano in casa.

### Attivo
Gli stili attivi, anche detti penne digitali, includono componenti digitali o circuiti all'interno della penna che comunicano col dispositivo usato. Questa comunicazione consente funzionalità avanzate come sensibilità alla pressione, inclinazione, pulsanti programmabili, rilevamento del palmo, punte per cancellare, memorizzazione delle impostazioni e trasmissione dei dati di scrittura. Affinché uno stilo attivo funzioni, il protocollo usato deve corrispondere alla tecnologia del dispositivo con cui interagisce. Gli stili attivi sono alimentati da una batteria rimovibile o ricaricabile oppure funzionano passivamente tramite induttanza.
Gli stili attivi utilizzano diversi protocolli di diversi produttori per comunicare con una tavoletta grafica o con un dispositivo multi-touch. Il protocollo digitale della penna deve corrispondere al digitalizzatore del dispositivo, altrimenti l'input dalla penna non verrà registrato sul dispositivo.
I più comuni protocolli per stilo attivo sono:
- Microsoft Pen Protocol (MPP) (precedentemente N-trig)
- Wacom AES 1.0 e 2.0
- WacomEMR
- Universal Stylus Initiative (USI)
- Apple Pencil Capacitivo proiettato attivo (APC)
- Bluetooth

Esempi di stili attivi:
- Microsoft Surface Pen
- Samsung S-Pen
- Google Pixelbook Pen
- Apple Pencil

## Galleria d'immagini

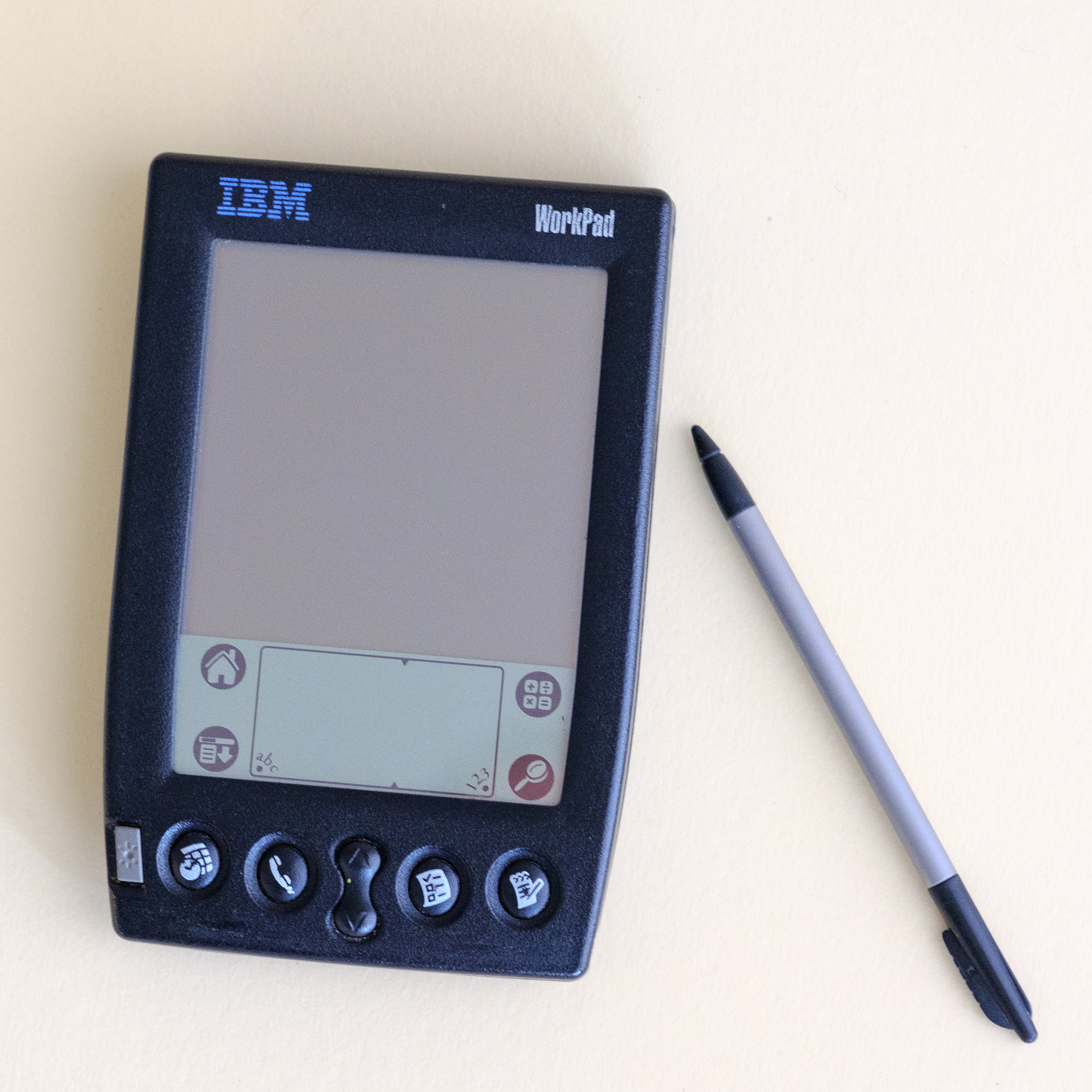
Un palmare IBM WorkPad 8602 con il suo stilo
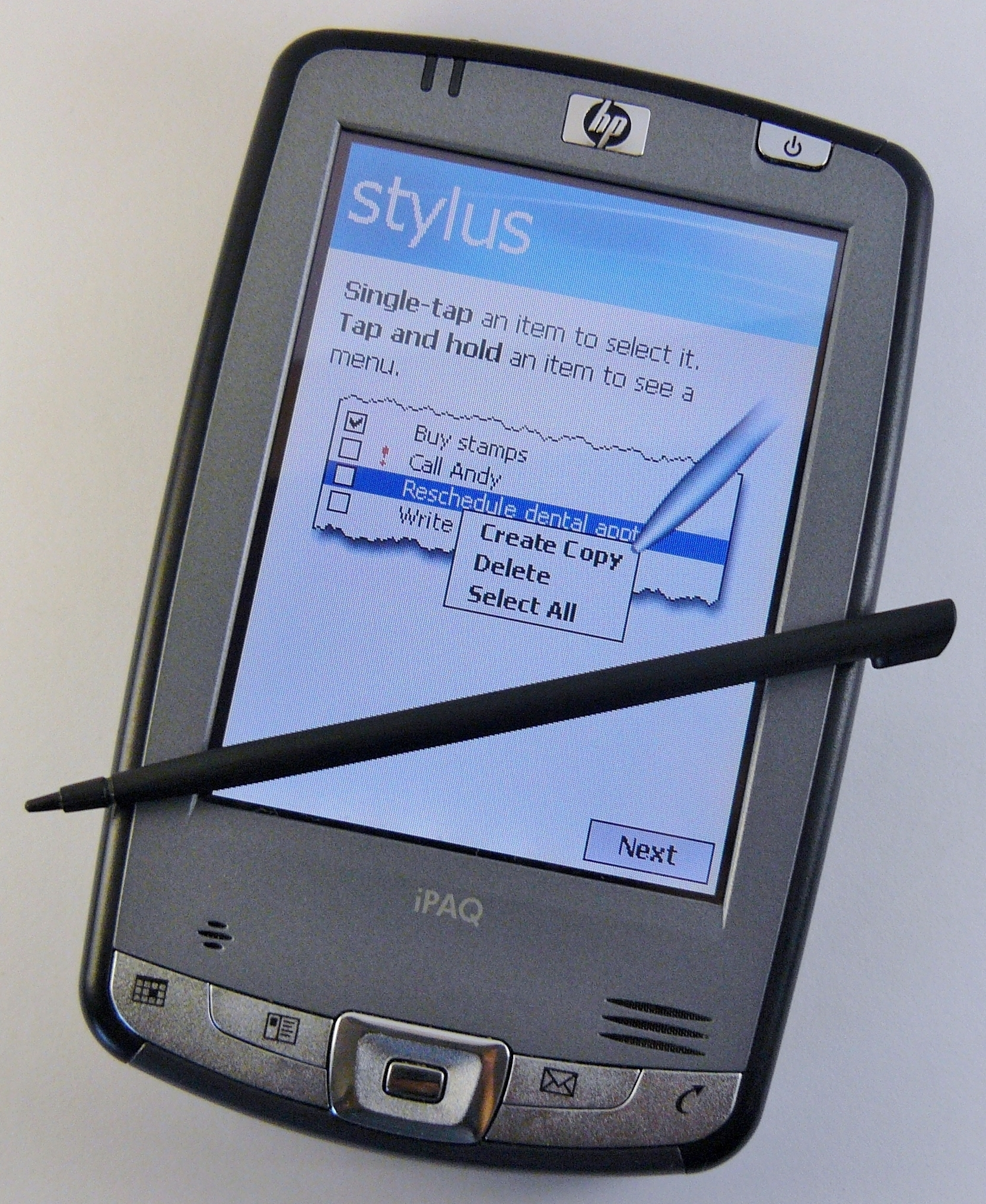
Un computer palmare HP iPAQ hx2110 con il suo stilo
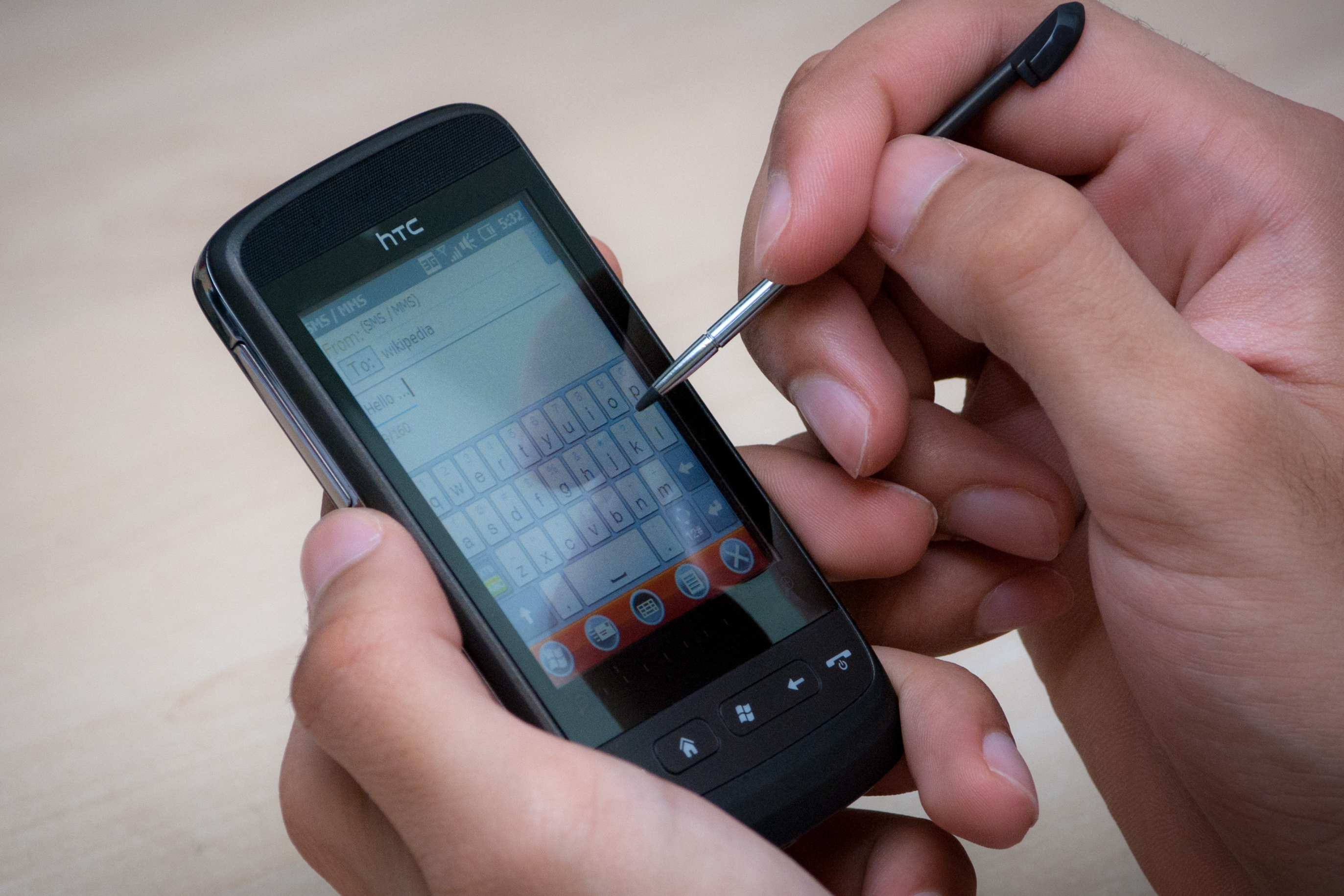
Uno smartphone gestito con uno stilo
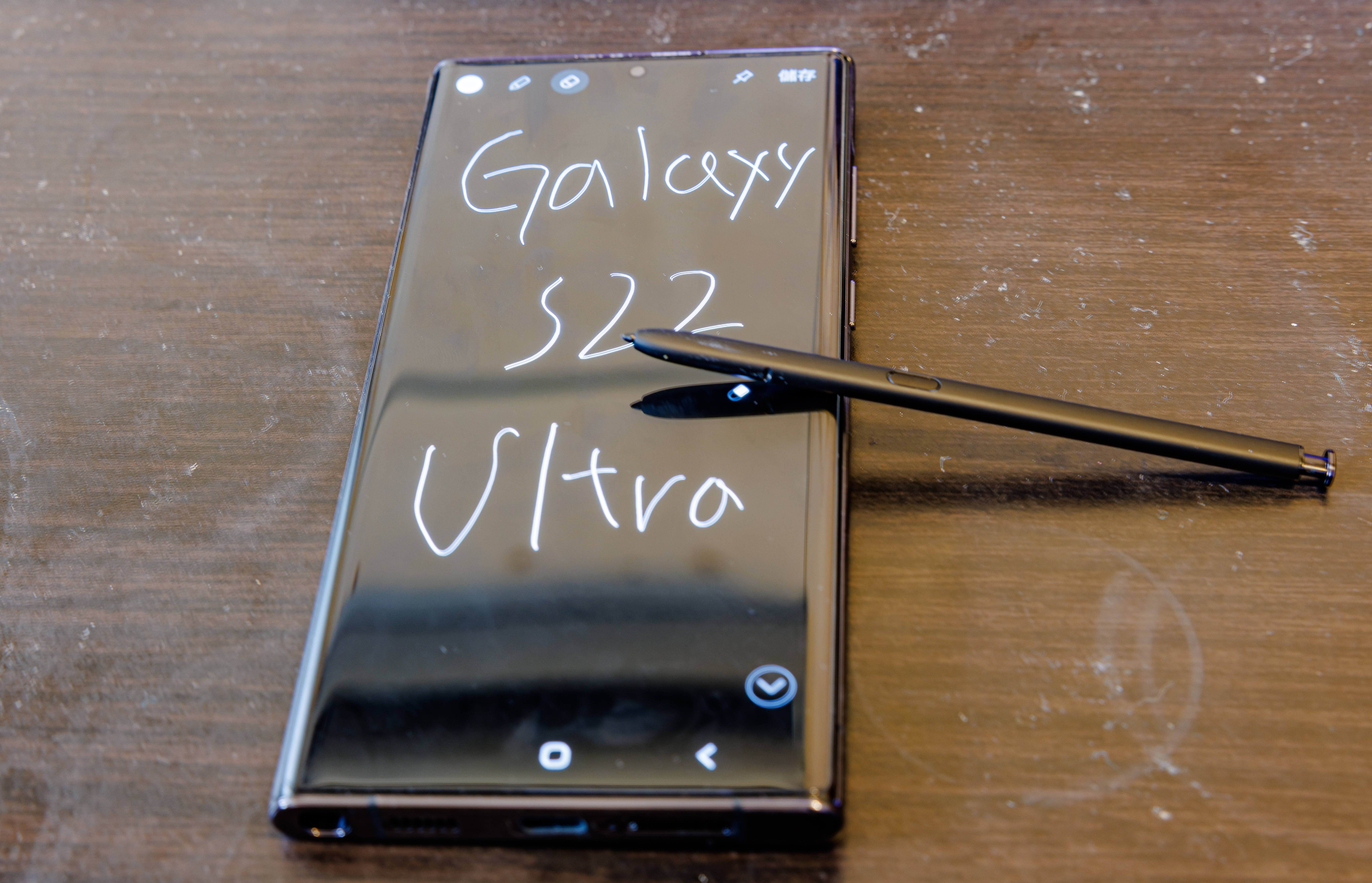
Gli smartphone della serie Samsung Galaxy Note, così come Galaxy S22 Ultra, sono dotati di uno stilo integrato chiamato S-Pen.
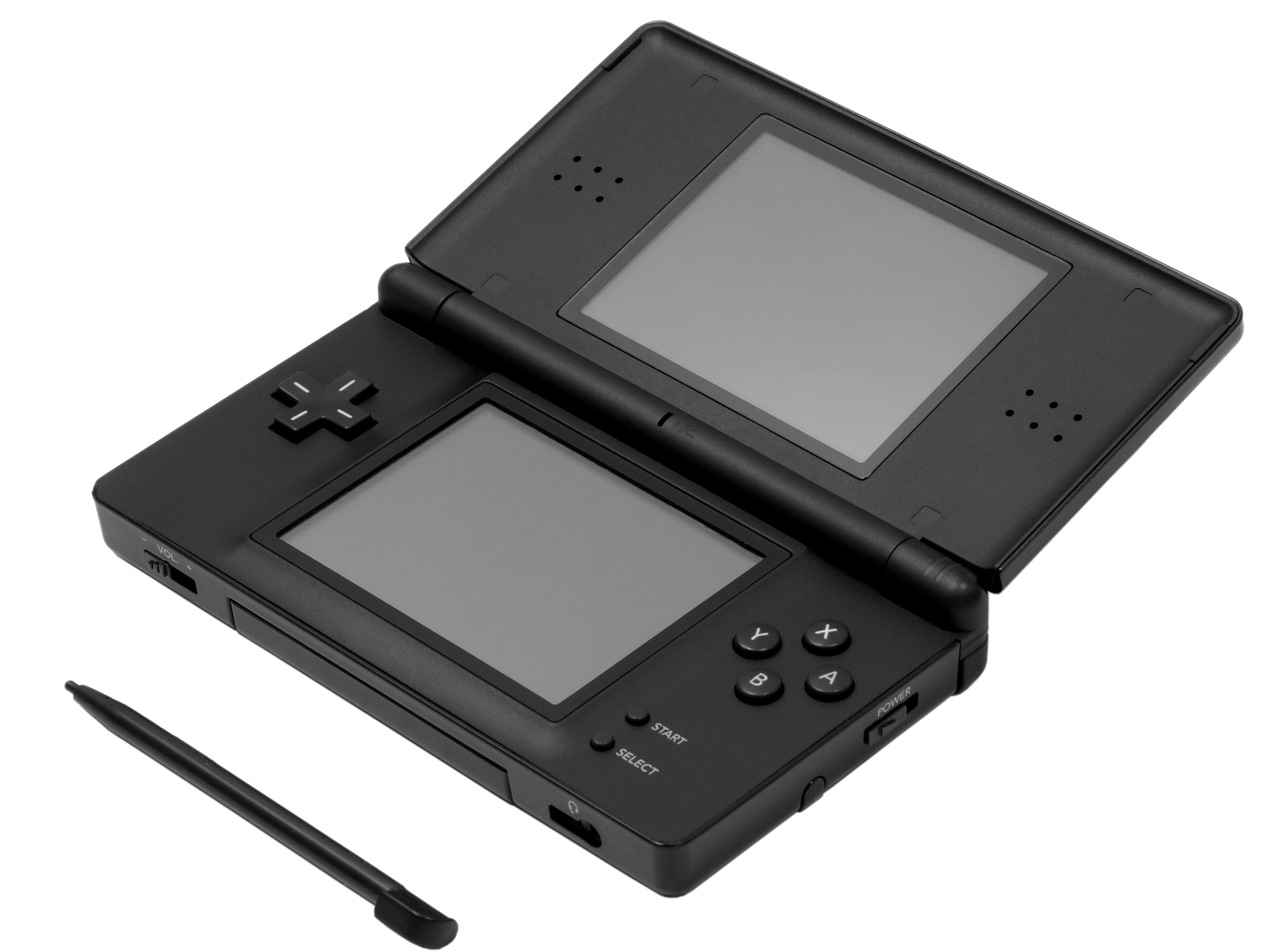
Un Nintendo DS Lite con il suo stilo
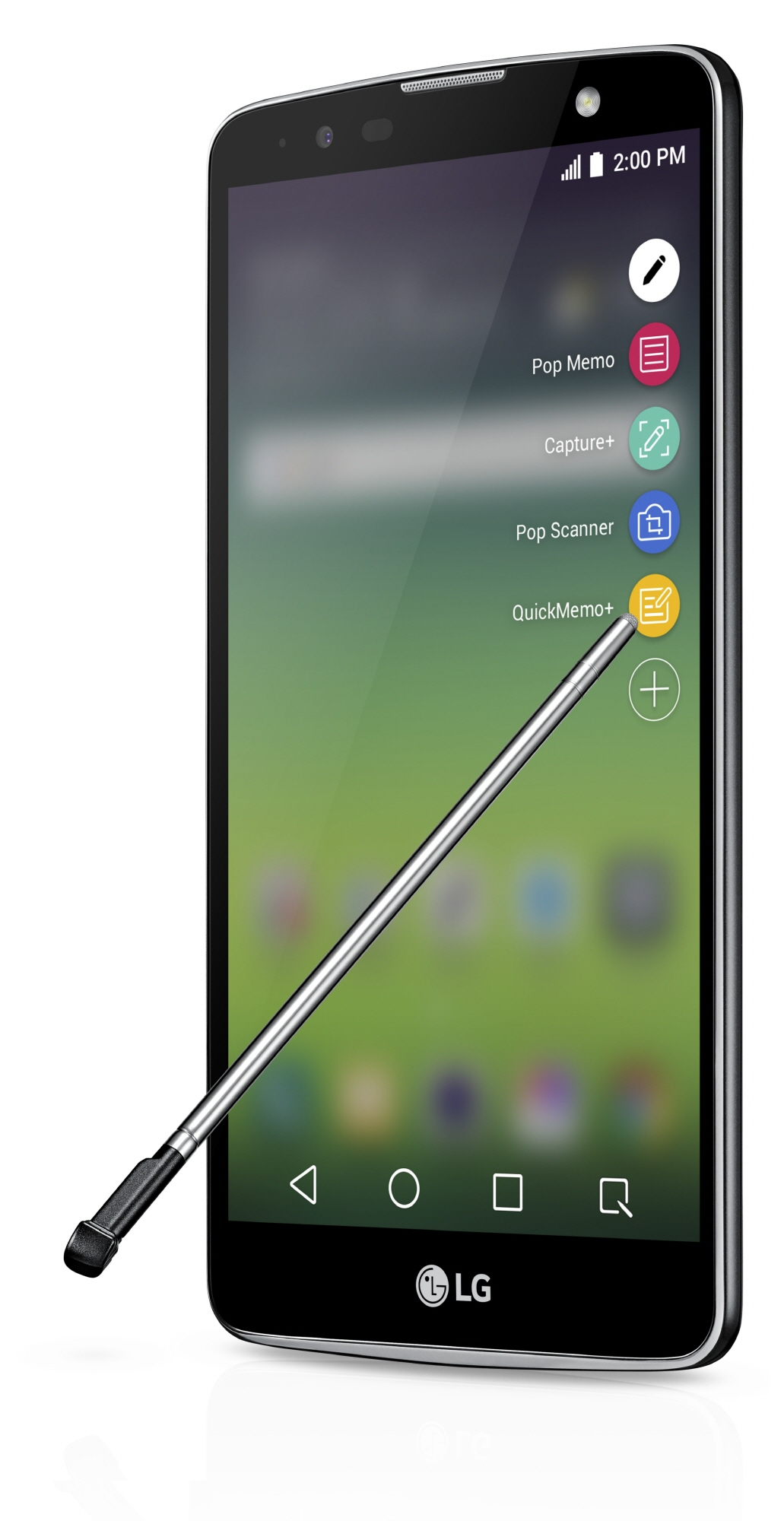
lo smartphone LG Stylo 2 Plus con il suo stilo integrato
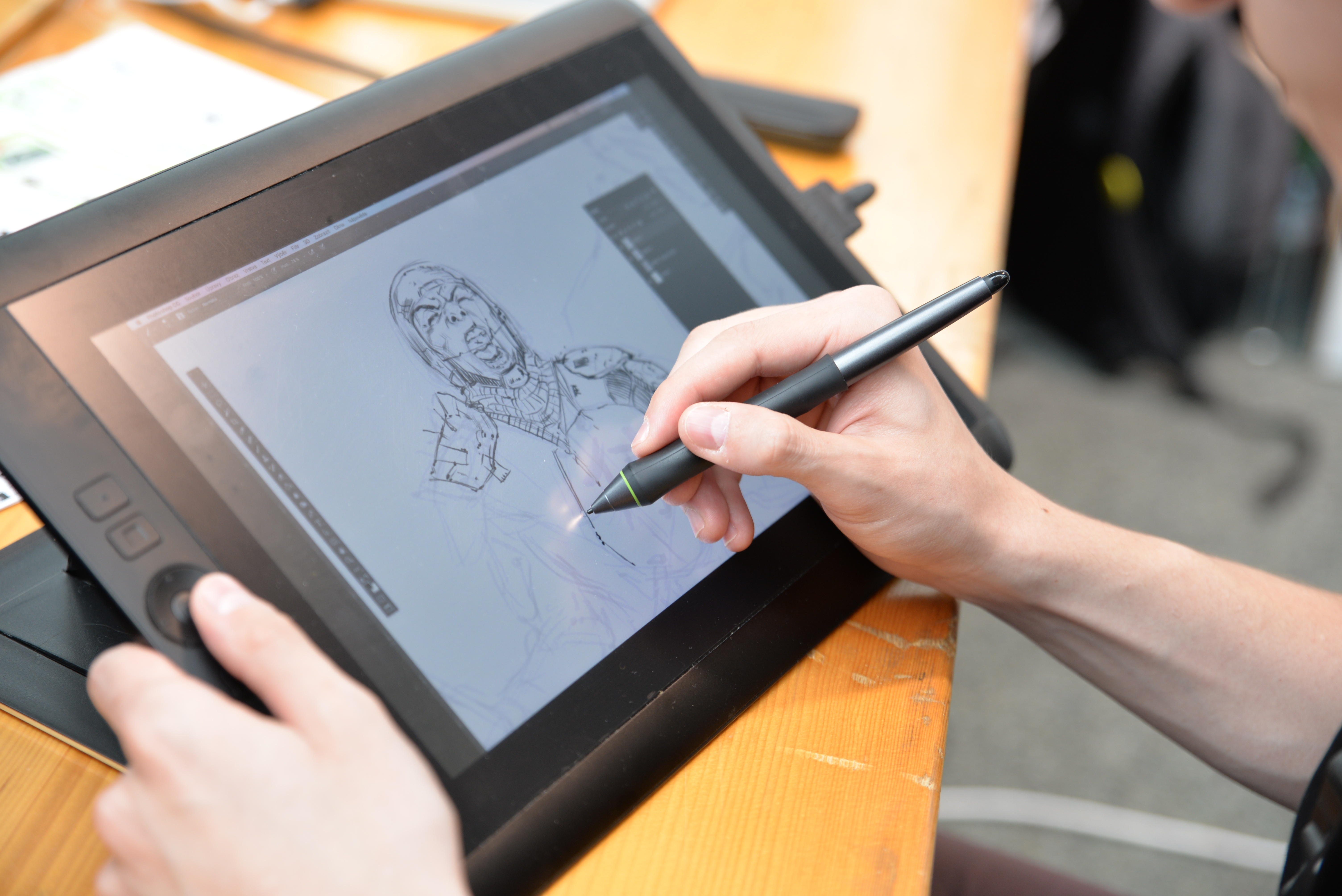
Disegno su una tavoletta grafica Wacom Cintiq